# Orfeo (Cocteau)
Orfeo (Orphée) è un'opera teatrale di Jean Cocteau, portata al debutto a Parigi nel 1926.

## Trama
Orfeo tenta di decifrare il messaggio che un cavallo bianco cerca di trasmettere battendo lo zoccolo. La moglie Euridice è gelosa del fatto che il marito passi così tanto tempo dedicandosi ad attività supernaturali, ma Orfeo risponde seccato affermando che il cavallo gli comunica versi migliori di tutte le poesie del mondo. La poesia che il cavallo sta componendo recita "Madame Euridice tornerà dall'inferno" ("Madame Eurydice Reviendra Des Enfers"), ma la commissione a cui Orfeo la sottopone la rifiuta, dato che le prime lettere della poesia formano l'acrostico "MERDE".
Mentre Orfeo si trova al concorso, Euridice viene uccisa dalle sue vecchie amiche, le baccanti. Ritornato a casa, Orfeo decide di salvare la moglie dalla morte e, passando attraverso lo specchio, arriva nell'aldilà. Il poeta ci riesce, ma gli dei dell'oltretomba gli hanno imposto la condizione che una volta sulla terra Orfeo non guardi più Euridice. Ciò rende la vita di coppia impossibile ed Orfeo viene perseguitato dalle baccanti, che lo accusano di aver scritto una poesia oscena. Le donne decapitano Orfeo ed Eudice lo guida nell'oltretomba attraverso lo specchio. Un angelo pone la testa mozzata di Orfeo su un piedistallo; un commissario di polizia chiede di chi siano i resti umani e la testa risponde "Jean Cocteau".

## La prima
Orphée fu portato al debutto al Théâtre Hébertot di Parigi il 17 giugno 1926. L'allestimento della pièce, prodotta da Georges Pitoëff e Ludmilla Pitoëff, si avvaleva dei costumi di Coco Chanel e le scenografie di Jean Hugo. I coniugi Pitoëff interpretarono i due protagonisti, mentre gli altri ruoli erano ricoperti da Marcel Herrand (Heurtebise), Mireille Havet (Morte), Jean Hort (impiegato), Leon Larive (commissario di polizia), Alfred Penay (Azrael) e Georges de Vos (Raphael).

## Adattamento cinematografico
Nel 1950 Cocteau diresse un adattamento cinematografico omonimo del suo dramma con Jean Marais nel ruolo di Orfeo e François Périer in quello di Heaurtebise.

## Edizioni italiane
- Orfeo, traduzione di Marisa Zini, Collezione di teatro, Einaudi, Torino 1963, ISBN 9788806065102.